# Liste der Baudenkmäler in Gerzen
Auf dieser Seite sind die Baudenkmäler in der niederbayerischen Gemeinde Gerzen zusammengestellt. Diese Tabelle ist eine Teilliste der Liste der Baudenkmäler in Bayern. Grundlage ist die Bayerische Denkmalliste, die auf Basis des Bayerischen Denkmalschutzgesetzes vom 1. Oktober 1973 erstmals erstellt wurde und seither durch das Bayerische Landesamt für Denkmalpflege geführt wird. Die folgenden Angaben ersetzen nicht die rechtsverbindliche Auskunft der Denkmalschutzbehörde.

## Ensembles

### Ensemble Hofmarkplatz

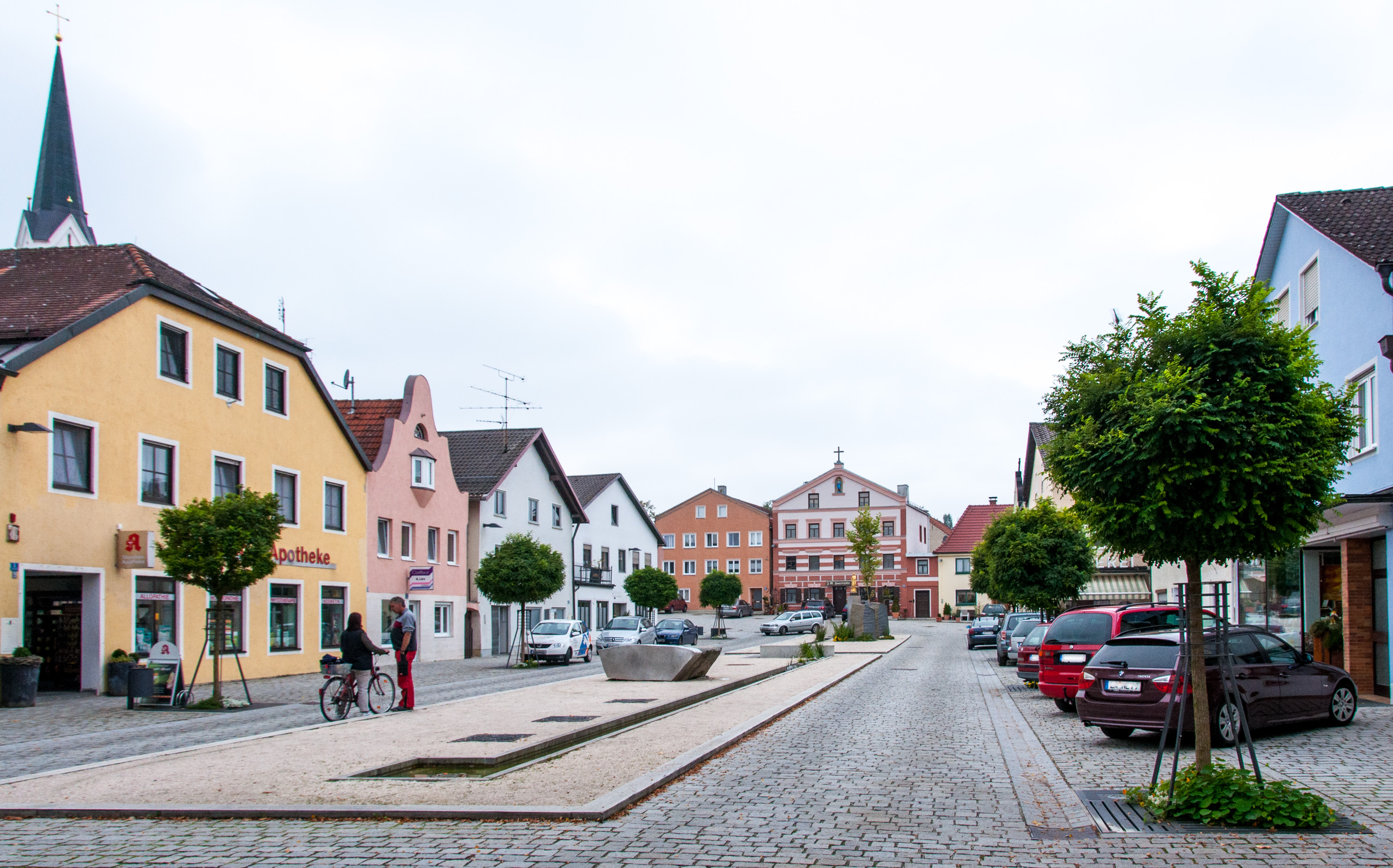

Nach der Verleihung des Marktrechts durch Kaiser Ludwig den Bayern im frühen 14. Jahrhundert entwickelte sich der um 890 erstmals genannte Ort zu einem wirtschaftlichen Mittelpunkt, verlor seine Bedeutung als solcher jedoch im 16. Jahrhundert. Die Rechteckanlage des Marktplatzes, die sich westlich an das Schloss anschließt, dokumentiert noch die historische Funktion; der Platz war zugleich Mittelpunkt der Hofmark Gerzen. Die Umbauung des Platzes weist meist zweigeschossige verputzte Giebelhäuser und einige Traufseitbauten auf, die dem 19. und frühen 20. Jahrhundert entstammen und sich über älterer Bausubstanz erheben. Im Westen bildet der dreigeschossige Giebelbau Nr. 18 einen eindrucksvollen Abschluss des Platzbildes; im Osten bilden das Renaissanceschloss mit seinem Park und der barocke Gasthof zum Hofwirt die Begrenzung.
Aktennummer: E-2-74-135-1

## Baudenkmäler nach Ortsteilen

### Gerzen
| Lage                          | Objekt                                             | Beschreibung | Akten-Nr.              | Bild                                               |
| ----------------------------- | -------------------------------------------------- | --- | ---------------------- | -------------------------------------------------- |
| Am Hirschgarten 19 (Standort) | Evangelisch-lutherische Erlöserkapelle (Notkirche) | Satteldachbau mit Dachreiter, von Otto Bartning, 1951; mit Ausstattung. | D-2-74-135-21 Wikidata | Evangelisch-lutherische Erlöserkapelle (Notkirche) |
| Hofmarkplatz 18 (Standort)    | Wohnhaus                                           | dreigeschossiger giebelständiger Satteldachbau, Fassade mit Putzgliederungen, Dreiecksgiebel mit Aufsätzen, Mitte 19. Jahrhundert. | D-2-74-135-2 Wikidata  | Wohnhaus                                           |
| Kirchstraße 4 (Standort)      | Pfarrhof                                           | Wohngebäude und Pfarrhaus, zweigeschossiger Satteldachbau, westlich mit Halbwalm, Anlage des 18. Jahrhunderts; Ökonomiegebäude, massiver Satteldachbau, wohl gleichzeitig. | D-2-74-135-3 Wikidata  | Pfarrhof                                           |
| Kirchstraße 6 (Standort)      | Katholische Pfarrkirche St. Georg und Kapelle      | dreischiffige Staffelhalle mit Westturm, Mauerwerk des Mittelschiffs spätromanisch, im 1500–1522 Erhöhung und Einwölbung des Mittelschiffs sowie Anlage des Chors und des nördlichen Seitenschiffs, 1872/73 Errichtung des südlichen Seitenschiffs, 1882 neugotischer Westturm, Gliederung durch Strebepfeiler und Dachfries am Chor, Turm dreigeschossig mit Eckstreben und Spitzhelm; mit Ausstattung; ehemalige Friedhofskapelle, spätgotischer Bau, Ziegelstein mit Satteldach und kleinem Dachreiter, um 1500; nördlich der Pfarrkirche. | D-2-74-135-4 Wikidata  | weitere Bilder                                     |
| Lederergasse 11 (Standort)    | Wohnhaus                                           | zweigeschossiger Satteldachbau mit teilweise vorgezogener Giebelfront, wohl 18. Jahrhundert, Fassadengliederung in historisierenden Formen um 1900. | D-2-74-135-5 Wikidata  | Wohnhaus                                           |
| Schloßparkstraße 5 (Standort) | Ehemaliges Hofmarkschloss mit Kapelle              | zweigeschossige und giebelständige Renaissance-Anlage mit steilem Satteldach, Fassadengliederung mit Fensterumrahmungen und Gesimsen, 1560/62; Schlosskapelle im arkadierten Anbau mit zwiebelbekröntem Eckturm, um 1695; mit Ausstattung. | D-2-74-135-1 Wikidata  | weitere Bilder                                     |

### Hölzlgrub
| Lage                  | Objekt        | Beschreibung                                                     | Akten-Nr.             | Bild |
| --------------------- | ------------- | ---------------------------------------------------------------- | --------------------- | ---- |
| Haus Nr. 1 (Standort) | Wohnstallhaus | Satteldachbau mit zwei Blockbau-Obergeschossen, 19. Jahrhundert. | D-2-74-135-6 Wikidata | BW   |

### Lichtenhaag
| Lage                               | Objekt                                  | Beschreibung | Akten-Nr.              | Bild                                    |
| ---------------------------------- | --------------------------------------- | --- | ---------------------- | --------------------------------------- |
| Hauptstraße 35 (Standort)          | Ehemalige Mühle                         | heute Wohngebäude, zweigeschossiger Satteldachbau mit Blockbau-Obergeschoss, mit eingeschossigem Anbau, 18./19. Jahrhundert. | D-2-74-135-20 Wikidata | Ehemalige Mühle                         |
| Kapellenweg 6 (Standort)           | Mesnerhaus                              | Wohnstallhaus, zweigeschossiger Satteldachbau, in Blockbauweise, Ende 18. Jahrhundert./Anfang 19. Jahrhundert; bildet zusammen mit der sogenannten Wieskapelle eine Baugruppe.                                                             | D-2-74-135-9 Wikidata  | Mesnerhaus                              |
| Kapellenweg 8 (Standort)           | Katholische Kirche St. Florian          | sogenannten Wieskapelle, in Nordsüdrichtung ausgerichteter, massiver Barockbau von 1686, nördlich Dachreiter mit Zwiebelhaube; mit Ausstattung.                                                                                            | D-2-74-135-8 Wikidata  | Katholische Kirche St. Florian          |
| Pfarrer-Grabinger-Weg 1 (Standort) | Turm der ehemaligen Kirche St. Nikolaus | massiv mit Satteldach, 15. Jahrhundert. | D-2-74-135-7 Wikidata  | Turm der ehemaligen Kirche St. Nikolaus |
| Seyboldsdorfer Straße 8 (Standort) | Schloss Lichtenhaag                     | Vierflügelanlage um kleinen Innenhof, westlich Wohnbau, die übrigen Flügel niedriger, der nördliche mit Treppengiebel, spätmittelalterliche Anlage, Ausbau im 17./18. Jahrhundert, Einfahrtsportal und Kuppelturm barock; mit Ausstattung. | D-2-74-135-10 Wikidata | weitere Bilder                          |

### Neueck
| Lage                  | Objekt          | Beschreibung | Akten-Nr.              | Bild |
| --------------------- | --------------- | --- | ---------------------- | ---- |
| Haus Nr. 1 (Standort) | Bauernhaus      | zweigeschossiges Gebäude mit Flachsatteldach, in offenem Blockbau, mit Traufschrot und Giebellaube, Ende 18. Jahrhundert. | D-2-74-135-11 Wikidata | BW   |
| Haus Nr. 2 (Standort) | Kleinbauernhaus | zweigeschossiger Flachsatteldachbau mit Blockbau-Obergeschoss, wohl Anfang 19. Jahrhundert, gut erneuert.                 | D-2-74-135-12 Wikidata | BW   |

### Pelzgarten
| Lage                                                  | Objekt      | Beschreibung                                                      | Akten-Nr.              | Bild |
| ----------------------------------------------------- | ----------- | ----------------------------------------------------------------- | ---------------------- | ---- |
| Sportplatzstraße, Kreuzung Pelzgarten-Mais (Standort) | Feldkapelle | massiver Satteldachbau mit Putzgliederung, neugotisch, wohl 1891. | D-2-74-135-13 Wikidata | BW   |

### Rutting
| Lage                  | Objekt                   | Beschreibung | Akten-Nr.              | Bild                     |
| --------------------- | ------------------------ | --- | ---------------------- | ------------------------ |
| Haus Nr. 4 (Standort) | Wohnstallhaus mit Stadel | zweigeschossiger Flachsatteldachbau mit Blockbau-Obergeschoss und verbrettertem Traufschrot, giebelseitig ornamental verputzt, zweiten Hälfte 18. und Mitte 19. Jahrhundert; Stadel in Ständerbohlenbauweise mit Satteldach und Bundwerk, Mitte 19. Jahrhundert. | D-2-74-135-14 Wikidata | Wohnstallhaus mit Stadel |

### Schlicht
| Lage                  | Objekt                 | Beschreibung                                                                                                | Akten-Nr.              | Bild |
| --------------------- | ---------------------- | --- | ---------------------- | ---- |
| Haus Nr. 1 (Standort) | Wohnstallhaus (Altbau) | zweigeschossiger Flachsatteldachbau, verputzter Blockbau mit Oberbodenschrot, im Kern Ende 17. Jahrhundert. | D-2-74-135-15 Wikidata | BW   |

### Sommerau
| Lage                  | Objekt        | Beschreibung | Akten-Nr.     | Bild |
| --------------------- | ------------- | --- | ------------- | ---- |
| Sommerau 1 (Standort) | Wohnstallhaus | zweigeschossiger Flachsatteldachbau mit Blockbau-Obergeschoss, 2. Hälfte 19. Jh.; rechtwinkelig anschließend Stallstadel, verputzter Ziegelbau mit Satteldach, 2. Hälfte 19. Jh. | D-2-74-135-39 | BW   |

### Vilssattling
| Lage                       | Objekt                                              | Beschreibung | Akten-Nr.              | Bild                                                |
| -------------------------- | --------------------------------------------------- | --- | ---------------------- | --------------------------------------------------- |
| Brückenstraße 2 (Standort) | Wohnstallhaus eines Vierseithofs mit Getreidekasten | zweigeschossiger Satteldachbau mit Blockbau-Obergeschoss über Ziegelsteinmauerwerk, 18./19. Jahrhundert; Traidkasten, Blockbau mit Satteldach über Ziegelmauerwerk, wohl gleichzeitig; Toreinfahrt, Ziegelstein, wohl gleichzeitig.                                       | D-2-74-135-17 Wikidata | Wohnstallhaus eines Vierseithofs mit Getreidekasten |
| Kirchenweg 2 (Standort)    | Katholische Kirche St. Martin                       | Saalkirche, Langhaus im Mauerwerk spätromanisch, 12./13. Jahrhundert, Gewölbe, Chor und Turm spätgotisch, zweite Hälfte 15. Jahrhundert, Gliederung durch Strebepfeiler am Chor, südlich Chorflankenturm mit Geschossgliederung und Satteldachabschluss; mit Ausstattung. | D-2-74-135-16 Wikidata | weitere Bilder                                      |
| Vilsstraße 3 (Standort)    | Wohnstallhaus eines Dreiseithofs mit Getreidekasten | Flachsatteldachbau mit zwei Obergeschossen in Blockbau, Giebel- und zwei Traufschroten, bezeichnet 1733; Traidkasten, Blockbau mit Satteldach, wohl gleichzeitig. | D-2-74-135-18 Wikidata | Wohnstallhaus eines Dreiseithofs mit Getreidekasten |
| Vilsstraße 5 (Standort)    | Wohnstallhaus eines Dreiseithofs                    | Flachsatteldachbau, Blockbau-Obergeschoss mit Giebellaube und Traufschrot, bezeichnet 1789. | D-2-74-135-19 Wikidata | Wohnstallhaus eines Dreiseithofs                    |